# Lomprez
Pour les articles ayant des titres homophones, voir Longpré.
Lomprez (en wallon Lompré-el-Fåmene) est une section de la commune belge de Wellin située en Région wallonne dans la province de Luxembourg.

## Évolution démographique
- Source: DGS, 1831 à 1970=recensements population, 1976= habitants au 31 décembre

## Histoire
Lomprez était une commune à part entière avant la fusion des communes de 1977.
Commune du département de Sambre-et-Meuse sous le régime français, elle fut transférée à la province de Luxembourg après 1839.
Lomprez a fusionné avec Barzin sous le régime français.

## Patrimoine et culture

### Patrimoine architectural
L’église a pour patron saint Denis.

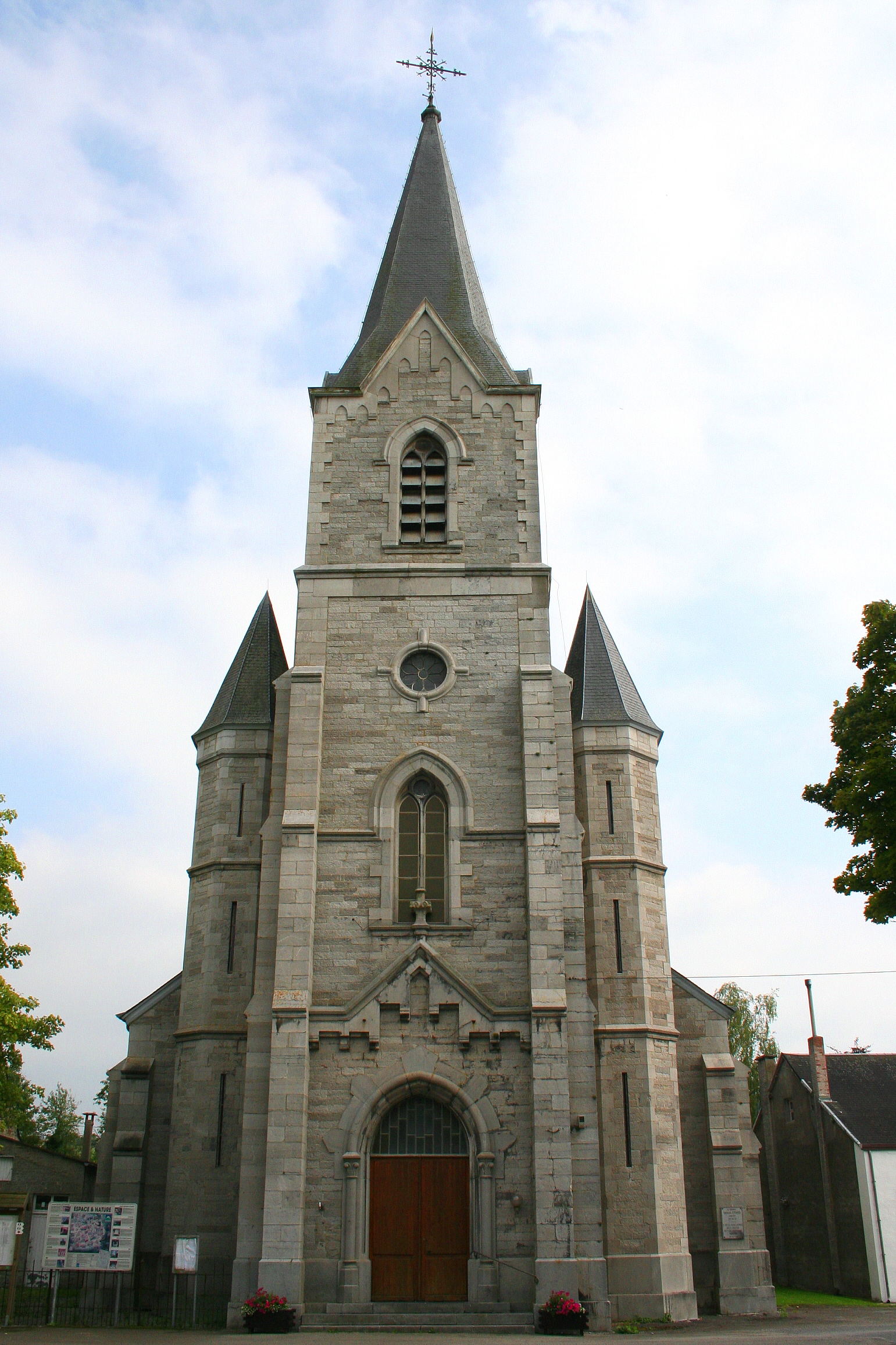
L’église Saint-Denis (1877-1878).

Le moulin à eau, destiné à moudre le grain, date du XIIe siècle et faisait également partie d’une ligne de défense.